# Gregor László
Gregor László (Békéscsaba, 1992. január 10. –) magyar hosszútávfutó, a Békéscsabai Atlétikai Club versenyzője, többszörös válogatott és magyar bajnok.